# Elizabeth Oehlkers Wright

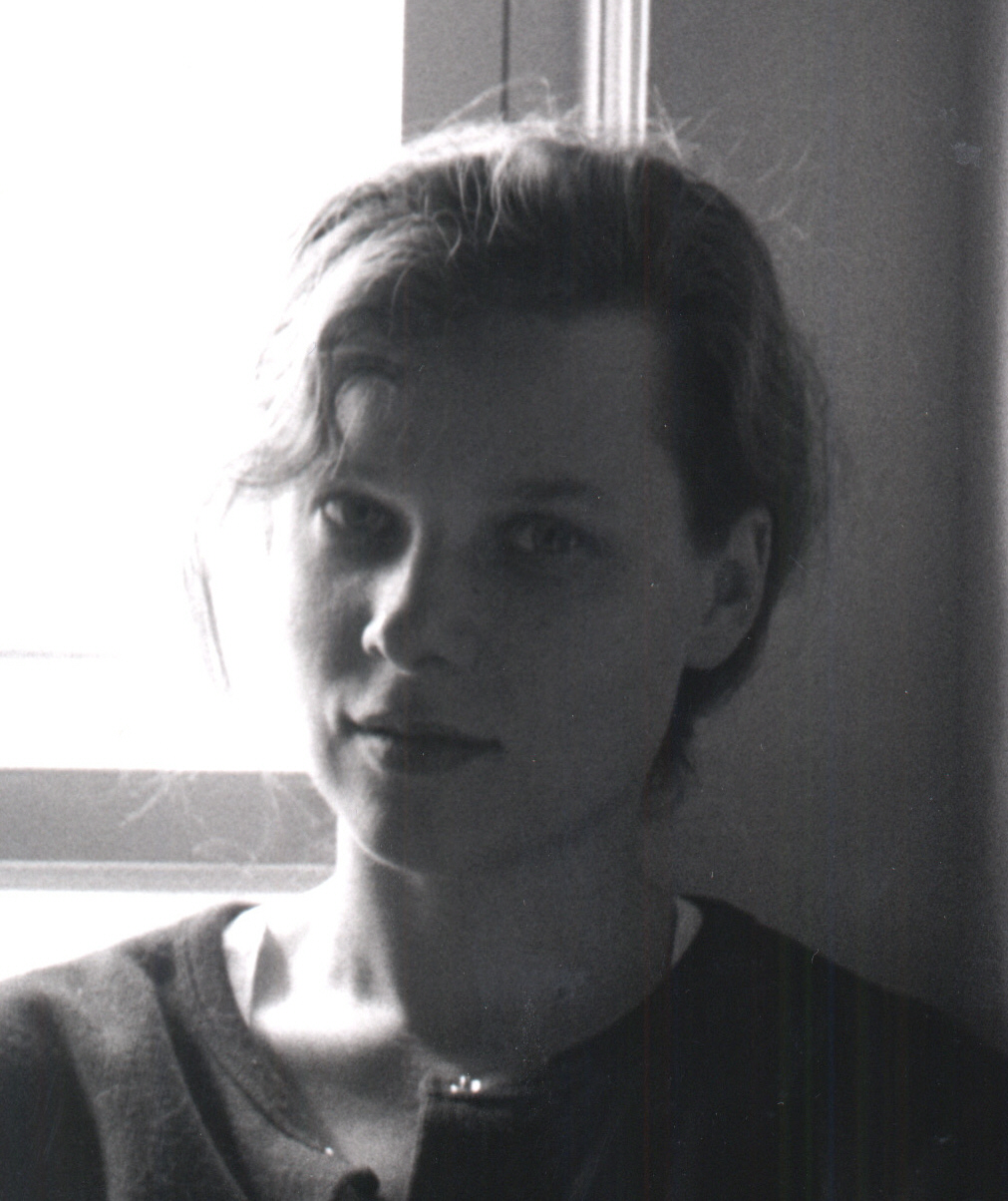
Elizabeth Oehlkers Wright (Foto: Franz Wright)

Elizabeth Oehlkers Wright (* 3. Oktober 1966 in Baltimore als Elizabeth (Ann) Oehlkers) ist eine US-amerikanische Übersetzerin.

## Leben
Elizabeth Oehlkers Wright überträgt Texte zeitgenössischer deutschsprachiger Autoren, insbesondere Lyrik, ins Englische. 1996 erwarb sie einen MFA für literarisches Übersetzen an der University of Arkansas. Dem ging ein Studienaufenthalt von September 1994 bis Juli 1995 in Berlin voraus, wo sie unter anderem die deutsch-türkischen Dichter Zafer Şenocak und Zehra Çırak übersetzte. Anschließend unterrichtete sie in Arkansas sowie an der Boston University und dem Oberlin College. Mit Zafer Şenocak gab sie zweisprachige Lesungen in Memphis, New York, Cambridge, San Francisco und Los Angeles. Sie erhielt mehrere Auszeichnungen und Stipendien (u. a. NEA und ALTA).
Elizabeth Oehlkers Wright arbeitet in Boston in einer Agentur für medizinische Übersetzungen und war von 1999 bis zu dessen Tod 2015 mit dem Lyriker und Pulitzer-Preis-Träger Franz Wright verheiratet. Sie wohnt in Waltham, Massachusetts.

## Übersetzungen
- Ernst Peter Fischer: Beauty and the Beast. The Aesthetic Moment in Science, 1999 (Orig.: Das Schöne und das Biest. Ästhetische Dimension in der Wissenschaft, 1997)
- Dokumentarfilm von Harald Ortlieb über Zehra Çirak und den Objektkünstler Jürgen Walter, 2007 (übersetzt zus. mit Marilya Veteto Reese)
- Zafer Şenocak: Door Languages, 2008[3]
- Valzhyna Mort: Factory of Tears. Port Townsend (Washington, USA): Copper Canyon Press, 2008 (aus dem Belarussischen zus. mit Franz Wright[4])
- Übersetzungen für Literaturzeitschriften und Anthologien, u. a. New European Poets, Anthology of World Literature of the 20th Century und Green Integer. Anthology of World Poetry of the 20th Century[5]